# 1235 Schorria
1235 Schorria är en asteroid i huvudbältet som upptäcktes den 18 oktober 1931 av den tyske astronomen Karl Wilhelm Reinmuth. Asteroidens preliminära beteckning var 1931 UJ. Asteroiden fick senare namn efter den tyske astronomen Richard Schorr, som arbetade vid Hamburg Bergedorf-observatoriet.
Schorri tillhör de asteroider som korsar planeten Mars bana och den tillhör asteroidgruppen Hungaria.
Schorrias senaste periheliepassage skedde den 16 september 2021.[Uppdatering behövs]  Studier av asteroidens ljuskurva har visat på att Schorria har en rotationstid på 1265 ± 80 timmar (ungefär 51,7 dygn). Det gör asteroiden till en av de objekt i solsystemet som roterar långsammast.